# Microlino
Der Microlino ist ein vierrädriges, batteriebetriebener Bubble-Car, der seit seiner Einführung im Jahr 2022 von der Firma Micro hergestellt wird. Das Kleinstfahrzeug ist in zwei Versionen erhältlich, entweder als leichter oder als schwerer Vierradantrieb, wobei letzterer eine Höchstgeschwindigkeit von 90 km/h erreicht.
Der Microlino ist in der Schweiz das meistzugelassene Fahrzeug in der Kategorie L7e.
Der Microlino ist mit einem Kofferraum, einem Schiebedach, einer nach vorne öffnenden Tür und außen angebrachten Scheinwerfern ausgestattet. Er kann entweder mit einem Haushaltsanschluss oder einem Typ-2-Stecker ohne Schnellladefunktion aufgeladen werden. Als Kleinstwagen vereint er Aspekte eines Autos und eines Motorrads und hat 50 % weniger Teile als ein typisches Auto. Sein ökologischer Fußabdruck ist bis zu 60 % geringer als der eines herkömmlichen Elektrofahrzeugs.

## Geschichte
Micro Mobility Systems stellte den Microlino erstmals auf dem 86. Genfer Auto-Salon im Jahr 2016 vor. Das Konzept des Fahrzeugs wurde in Zusammenarbeit mit der Zürcher Hochschule für Angewandte Wissenschaften und der Designwerk Technologies AG entwickelt. Die Idee für den Microlino stammt von Wim, Oliver und Merlin Ouboter, der Schweizer Familie, die auch hinter dem Micro Kickscooter steht. Der erste Prototyp des Fahrzeugs wurde in China produziert.
Der Microlino ist für die Mobilität in der Stadt konzipiert und bietet die kompakte Größe und Wendigkeit eines Motorrads mit Wetterschutz. Das Design ähnelt den Isetta Bubble Cars aus den 1950er-Jahren.
Nachdem das Unternehmen den Microlino 2016 auf dem Genfer Autosalon ursprünglich als PR-Gag vorgestellt hatte, gingen innerhalb von zwei Tagen mehr als 500 Reservierungen ein. Dies führte zu der Entscheidung, das Fahrzeug in Serie zu produzieren, und es wurde eine Zusammenarbeit mit dem italienischen Unternehmen Tazzari begonnen. Nach zwei Jahren wurde Tazzari jedoch an ein deutsches Unternehmen namens Artega verkauft. Artega kündigte 2019 an, ein Konkurrenzmodell namens „Karolino“ auf den Markt zu bringen, woraufhin Micro Mobility Systems das Unternehmen erfolgreich verklagte.
Im Jahr 2022 begann Micro mit der Produktion der Serienversion des Microlino 2.0 in seiner eigenen Fabrik in Turin, Italien.
Im Februar 2024 stellte Micro Mobility Systems auf dem Genfer Auto-Salon den Microlino Lite vor, ein elektrisches Kleinstfahrzeug der Klasse L6e. Diese Variante verfügt über einen 6-kW-Motor, mit dem es eine Höchstgeschwindigkeit von 45 km/h erreicht und ein Gewicht von weniger als 425 Kilogramm, sodass sie in mehreren Ländern mit einem Mopedführerschein gefahren werden darf.
Im Oktober 2024 stellte Micro Mobility Systems auf dem Pariser Autosalon den Microlino Spiaggina vor, eine Cabrio-Version seines elektrischen Kleinstwagen.

### Konzepte
Die Konzepte Microlino Lite und Microlino Spiaggina wurden auf dem Pariser Autosalon 2022 vorgestellt und dienen als Vorläufer von Serienmodellen, die inzwischen ebenfalls erhältlich sind.

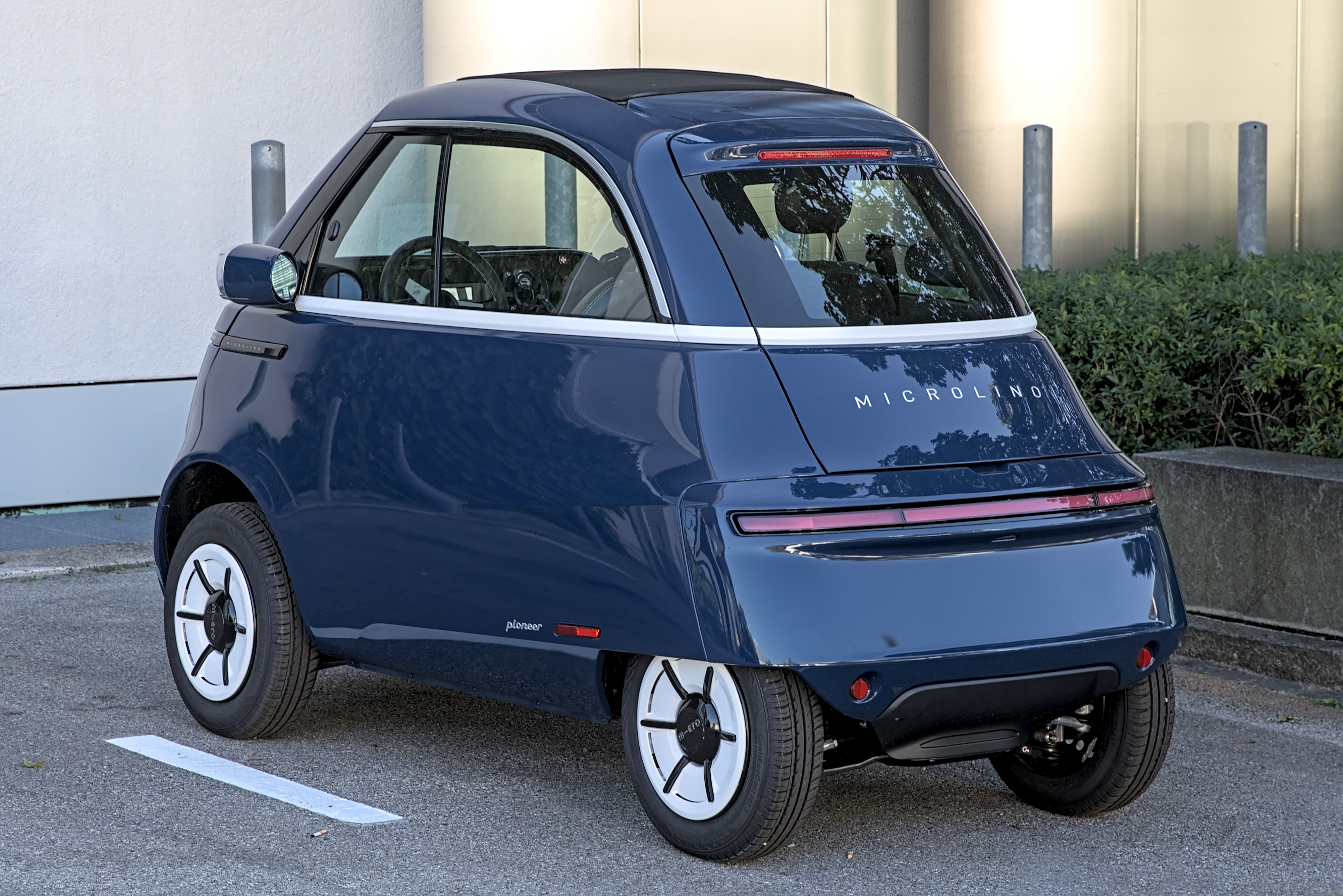
Heckseitenansicht
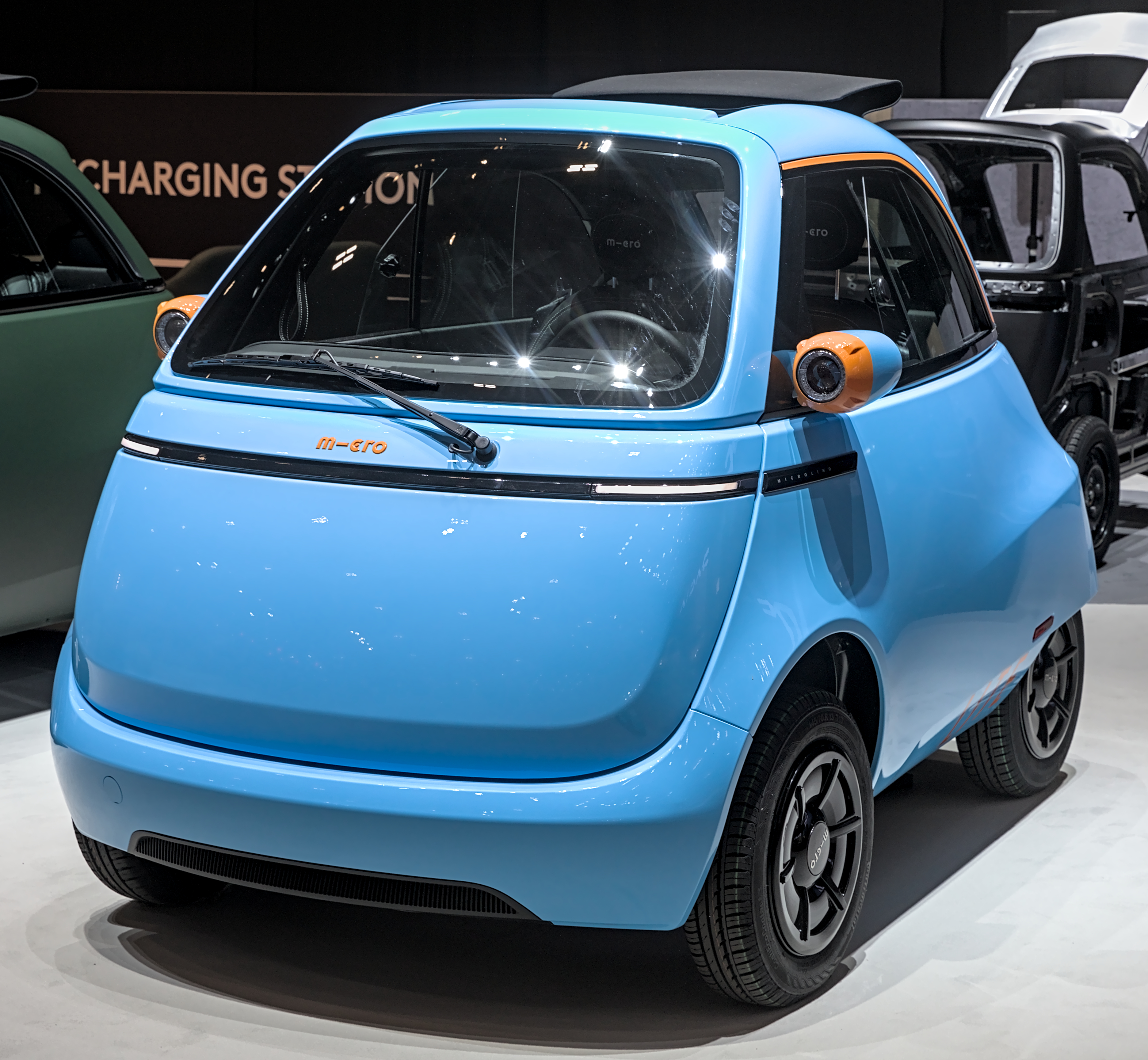
Microlino Lite (seit 2024)
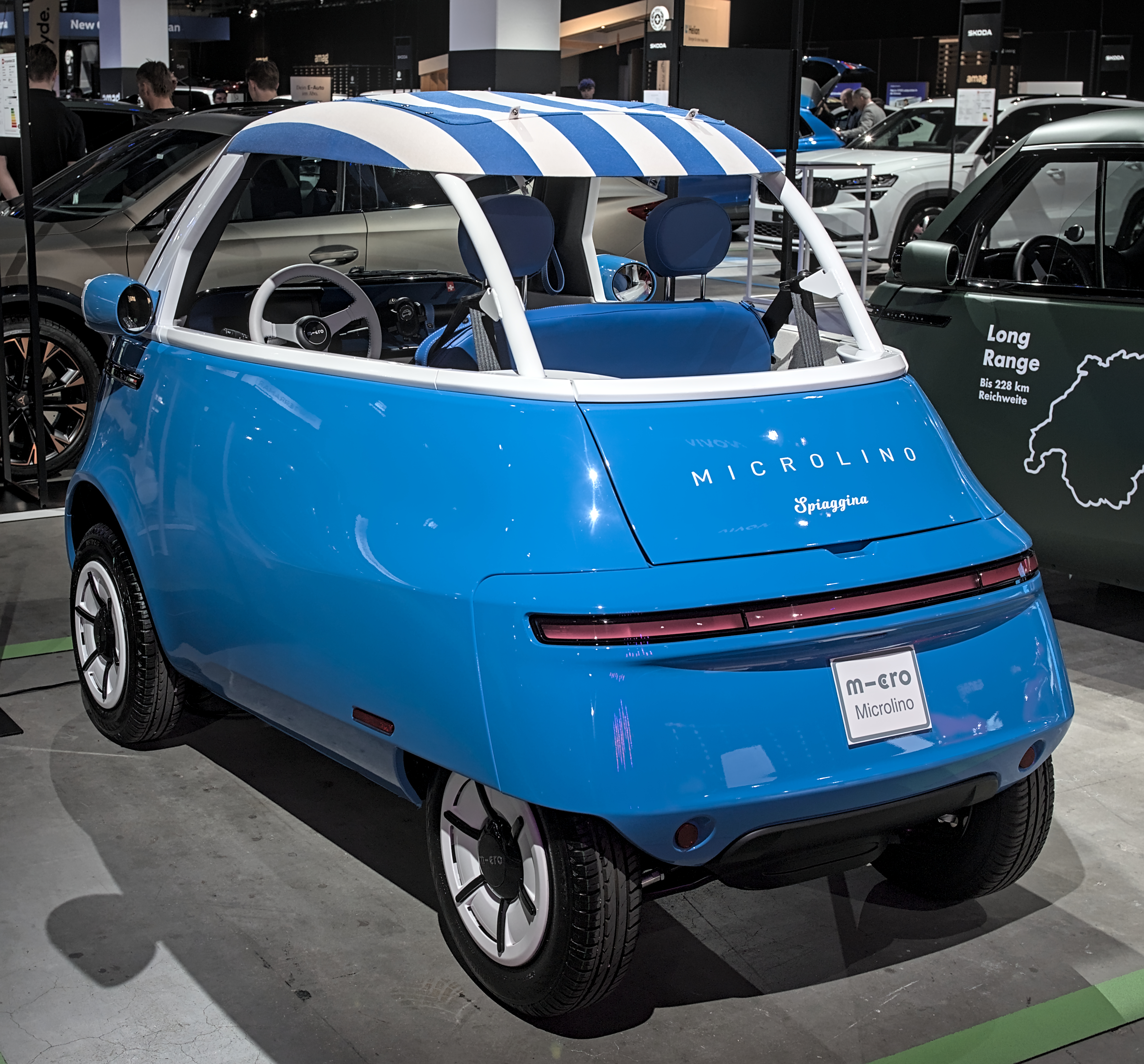
Microlino Spiaggina (seit 2024)
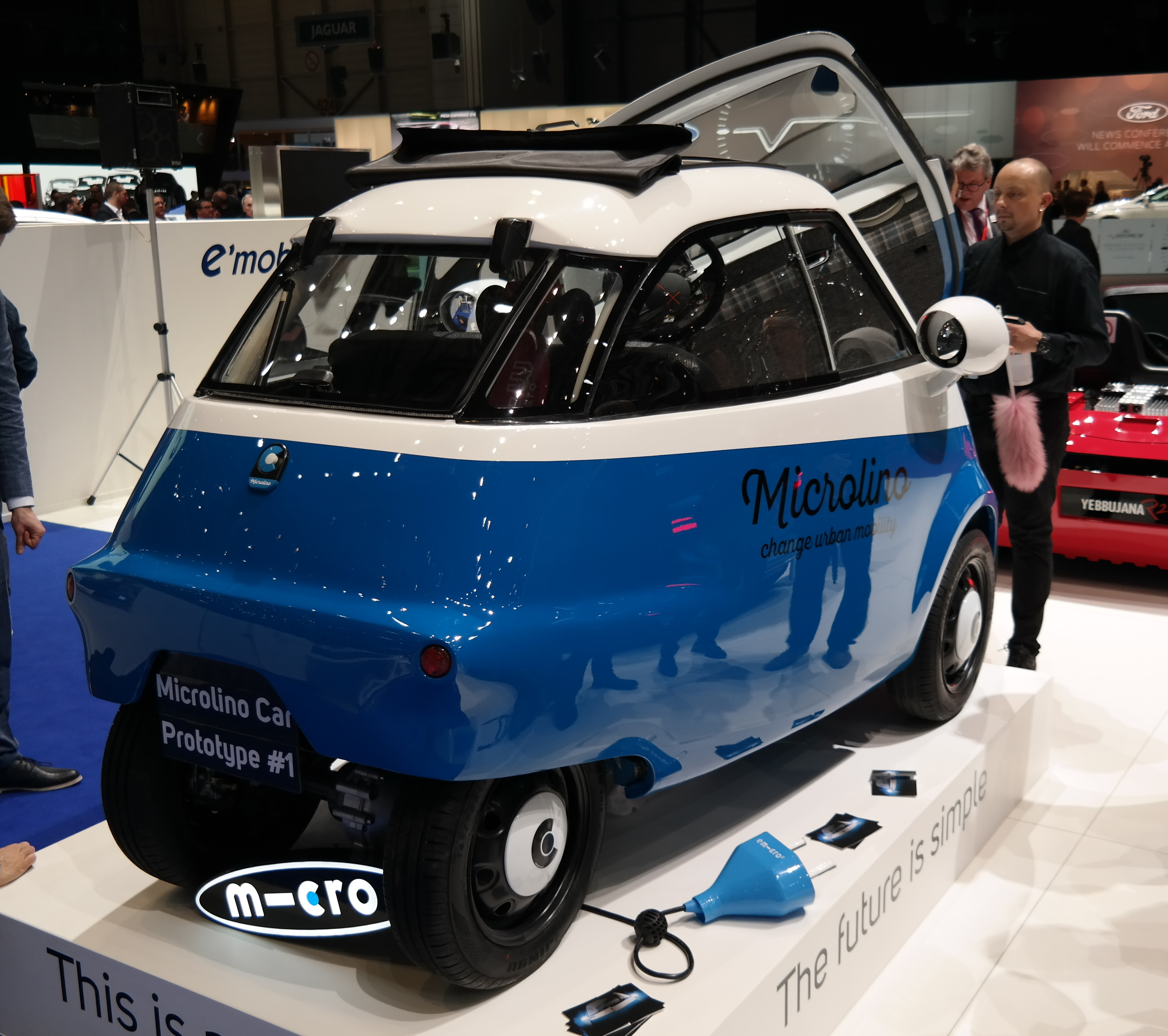
Prototyp 2016, Genfer Automobilsalon
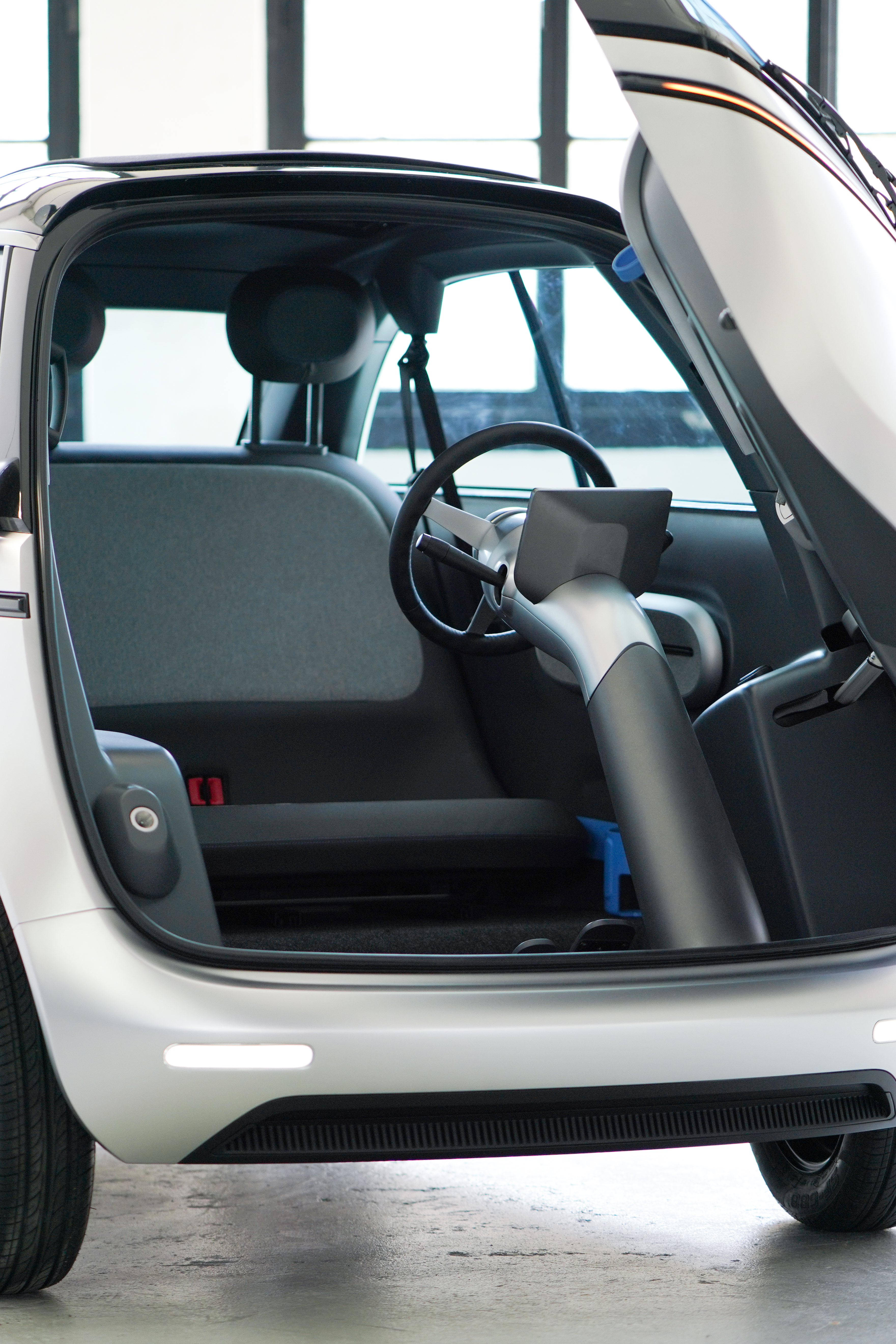
Innenansicht des Microlino 2.0 mit frei stehender Lenksäule

### Produktion
Im Jahr 2019 wurde eine Zusammenarbeit zwischen Microlino und CECOMP, einem 1978 gegründeten italienischen Automobilunternehmen, begonnen, um sowohl das Design als auch die Technik des Microlino 1.0 zum moderneren Microlino 2.0 weiterzuentwickeln. Für die Produktion des Microlino richtete Micro eine eigene Produktionsstätte in Turin ein, in der etwa 100 Mitarbeiter beschäftigt sind.
Eine spezielle Einführungsedition sollte Mitte 2022 in der Fabrik des Unternehmens in Turin hergestellt werden.
Im Jahr 2024 gab Micro Mobility Systems bekannt, dass etwa 3700 Microlino-Fahrzeuge produziert wurden.
In der EU werden Fahrzeuge der L7e-Kategorie durch die Flottenemissionsgrenzwerte für PKW benachteiligt, wegen denen die Autohersteller den Absatz von Elektro-PKW der dort einbezogenen Klassen forcieren. Sie erhielten in Deutschland keine Umweltprämie. Der Absatz des Microlino in der Schweiz war (Stand 2025) bezogen auf die Einwohnerzahl mehrfach größer als in Deutschland.

## Technische Daten

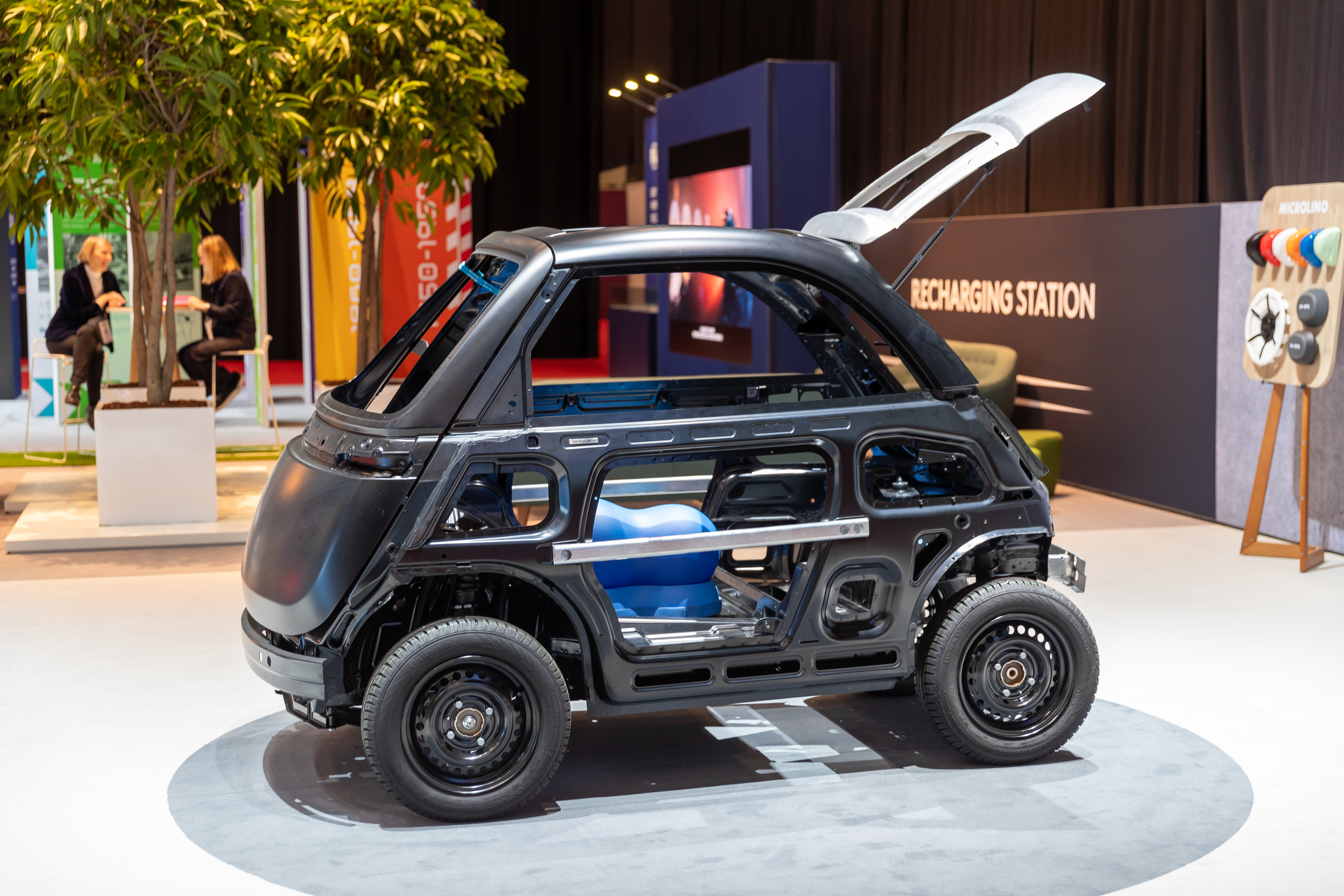
Karosseriestruktur, Genf 2024

Der Microlino ist ein elektrisches Kleinstfahrzeug, das für die Mobilität in der Stadt entwickelt wurde und als Leicht- oder Schwervierrad mit kompaktem Design klassifiziert ist. Der Microlino wurde im Rahmen des Haager Abkommens für gewerbliche Muster und Modelle registriert, das den Schutz des geistigen Eigentums in mehreren Gerichtsbarkeiten gewährleistet.

### Abmessungen und Gewicht
- Länge: 2519 mm
- Breite: 1473 mm
- Höhe: 1501 mm
- Leergewicht: zwischen 496 kg und 530 kg, je nach Ausstattung

### Batterieoptionen
Der Microlino ist mit drei Batteriekapazitäten erhältlich:
- 6 kWh: Reichweite ca. 91 km.
- 10,5 kWh: Reichweite ca. 177 km.
- 14 kWh: Reichweite ca. 230 km.

Das Auto wird von einem im Heck montierten Elektromotor mit 12,5 kW (17 PS) angetrieben, der eine Höchstgeschwindigkeit von 90 km/h und Hinterradantrieb ermöglicht. Der Ladevorgang erfolgt über eine herkömmliche Haushaltssteckdose oder einen Typ-2-Anschluss und dauert je nach Batteriegröße zwischen drei und vier Stunden. Es bietet Platz für zwei Erwachsene und verfügt über 230 Liter Stauraum, was für den Einsatz in der Stadt geeignet ist.

## Zusätzliche Modelle

Microlino Spiaggina Portofino Blue auf dem Pariser Autosalon 2024

### Microlino Lite
Der Microlino Lite ist ein kompaktes Fahrzeug für den Stadtverkehr mit einer Höchstgeschwindigkeit von 45 km/h. Es ist als L6e-Vierradfahrzeug klassifiziert, das mit einem AM-Führerschein gefahren werden darf, sodass es in einigen Regionen bereits für Personen ab 14 Jahren zugänglich ist. Der Microlino Lite bietet zwei Batterieoptionen: 5,5 kWh für eine Reichweite von ca. 100 Kilometern und 10,5 kWh für ca. 180 Kilometer. Das Aufladen auf 80 % der Kapazität dauert mit einem 2,2-kW-Wechselstrom-Ladegerät zwei bis vier Stunden. Das Fahrzeug bietet Platz für zwei Passagiere und verfügt über einen Kofferraum mit Platz für einen großen Check-in-Koffer und zwei Handgepäck-Koffer. Es verfügt außerdem über ein Schiebedach und eine Fronttür, die das Parken auf engem Raum erleichtert.

### Microlino Spiaggina
Die Microlino Spiaggina ist ein limitiertes Modell, das von Vintage-Strandfahrzeugen inspiriert ist und Retro-Design mit Elektromobilität verbindet. Er verfügt über offene Seiten und ein leichtes Heck, inspiriert von Autos wie dem Fiat 600 Jolly und dem Citroën Méhari. Das Fahrzeug verfügt über ein Stoffdach, das zurückgerollt oder ganz entfernt werden kann, sowie eine feuchtigkeitsbeständige Innenausstattung aus Kunstleder. Die Spiaggina ist ein L7e-Fahrzeug mit einer Reichweite von bis zu 177 km und einer Höchstgeschwindigkeit von 90 km/h. Dieses Modell ist in zwei Farben erhältlich, Portofino Blue und Sardinia Sage.